# Horsfieldia tenuifolia
Horsfieldia tenuifolia là một loài thực vật thuộc họ Myristicaceae. Đây là loài đặc hữu của Malaysia. √9=3